# Ruisseau d'Audiernes
Le ruisseau d'Audiernes est une  rivière du Sud-Ouest de la France, sous-affluent de la Garonne par  la Diège et le Lot.

## Géographie
De 18,4 km de longueur, le ruisseau d'Audiernes prend sa source dans le département de l'Aveyron, sur la commune de Lugan et se jette dans la Diège sur la commune de Sonnac en rive droite.

## Départements et communes traversées
- Aveyron : Sonnac, Naussac, Peyrusse-le-Roc, Galgan, Montbazens, Lugan.

## Principaux affluents
- Ruisseau de l'Estanquie : 5,8 km
- Ruisseau de Layzac : 2,7 km
- L'Igue du Cas : 1,1 km